# Розстріл на Привокзальній площі Курська
Розстріл на Привокзальній площі Курська — масове вбивство, скоєне двома солдатами-дезертирами у вересні 1968 року. 13 людей було вбито, 11 отримали поранення.

## Вбивці
Масове вбивство влаштували двоє солдатів із військової частини внутрішніх військ, розквартированій у місті Курськ — рядовий Віктор Миколайович Коршунов та єфрейтор Юрій Степанович Суровцев.
Із характеристики на єфрейтора Юрія Суровцева:
| «Має підвищену збудливість і вразливість, часто плаче. Схильний до фантазування. Проходив лікування у Курській обласній психіатричній лікарні з ознаками психічного інфантилізму»[2].Оригінальний текст (рос.) «Обладает повышенной возбудимостью и впечатлительностью, часто плачет. Склонен к фантазированию. Проходил лечение в Курской областной психиатрической больнице с признаками психического инфантилизма.» |
За добрий почерк Суровцева взяли писарем у штабі, на момент скоєння злочину він відслужив 1 рік.
Із характеристики на рядового Віктора Коршунова:
| «До служби в армії вів спосіб життя, негідний радянського студента, був виключений з інституту. Скритний, жорстокий. У спілкуванні з колективом виявляє невитриманість, відчуженість. Неодноразово висловлював думки про самогубство»[2].Оригінальний текст (рос.) «До службы в армии вёл образ жизни, недостойный советского студента, был исключён из института. Скрытный, жестокий. В общении с коллективом проявляет невыдержанность, отчуждённость. Неоднократно высказывал мысли о самоубийстве.» |
Батько Коршунова був поліцаєм і після Другої світової війни був засуджений за державну зраду. Коршунов відслужив майже 2 роки, служив у стрілецькій роті, вважався найкращим стрільцем частини, був відмінником Радянської армії.
У цьому дуеті Коршунов був лідером. Як згодом з'ясувалося, Коршунов отримав від своєї дівчини, яка обіцяла чекати на нього, листа, в якому було написано, що вона рве всі стосунки з ним і виходить заміж. Певне, після цього Коршунов вирішив померти. Однак він вирішив забрати із собою ще когось. Він умовив легко навіюваного Суровцева скласти йому компанію.

## Вбивство
Коршунов і Суровцев вирішили напасти на якусь «важливу» установу — Курський міськком партії, ГУВС Курського облвиконкому чи міську прокуратуру. Вибір упав на міськком. 25 вересня 1968 року солдати втекли з частини, захопивши з собою зброю — два автомати Калашникова з боєзапасом та повним спорядженням. Однак захопити міськком вони не зважилися — у тому ж будинку розташовувався опорний пункт міліції.
Солдати, які непогано знали місто, пішли у бік залізничного вокзалу. Вони забігли до під'їзду будинку, що виходив вікнами на Привокзальну площу. Рано-вранці 26 вересня Коршунов і Суровцев піднялися на четвертий поверх і зателефонували до першої-ліпшої квартири. У квартирі перебувало 8 осіб, у тому числі 4 дітей. Дезертири скосили чергою жінку, що відчинила їм двері, увірвалися в квартиру і перебили чотирьох дорослих і дітей, стріляючи в них через подушку і добиваючи тих, хто вижив важкою чавунною праскою. На постріли вибігла 38-річна Тамара Саттарова, яка гостювала у квартирі. Пригрозивши вбити двох її дітей, дезертири послали жінку до магазину по горілку. Дорогою жінка зустріла дільничного, але нічого йому не розповіла. За її відсутності злочинці вбили її дітей. Саттарову, котра повернулася, вбивці побили і зґвалтували, після чого закрили у ванній.
Дезертири пустилися в запій, іноді купуючи у магазині горілку. О 8 годині ранку 27 вересня Коршунов і Суровцев, побачивши на Привокзальній площі велику кількість людей, відкрили по них прицільний вогонь короткими чергами з двох автоматів. Жертвами цієї стрілянини стали ще 5 людей. Ветерани війни, які опинилися на площі, сказали всім сховатись у будівлі вокзалу. О 8:15 до вокзалу під'їхав автозак, у якому перебували засуджені, які того дня мали виїхати на етап. Солдати відкрили по ньому вогонь, один із засуджених був убитий. Водій устиг вивести машину з-під обстрілу в провулок.
Першими міліцію викликали мешканці сусідньої із захопленою злочинцями квартири. Міліціонери зайняли квартиру згори, зібралися пустити газ через просвердлений отвір і піти на штурм, але дезертири пригрозили, що вб'ють заручників. Вплинути на ситуацію не змогло ні міліцейське, ні військове начальство, яке незабаром прибуло до дверей квартири. Злочинці не висували жодних вимог, а твердили, що хочуть померти. Відчуваючи, що Суровцев незабаром зламається, його вмовляли здатися і як старшому за званням наказати Коршунову зробити те саме. Коли Суровцев заявив, що напарник йому не підкоряється, командир дивізії, де служили дезертири, наказав йому розстріляти Коршунова. У Суровцева почалася істерика і о 10:15 ранку він випустив у Коршунова весь магазин автомата і за 10 хвилин здався. Щоб натовп, що зібрався на площі, не влаштував самосуд, Суровцева перевдягнули в міліцейську форму і потай вивели з будівлі під виглядом пораненого співробітника. З моральних принципів того дня цю форму спалили.

## Висновок
Було вбито 13 та поранено 11 людей. Подія мала досить великий резонанс. Радіо «Голос Америки» передало повідомлення про те, що солдати скоїли масове вбивство в Курську на знак протесту проти гегемонії КПРС та введення радянських військ до Чехословаччини, проте подальші допити Суровцева це спростували.
2 листопада 1968 року виїзна сесія Московського військового трибуналу засудила єфрейтора Юрія Степановича Суровцева до вищої міри покарання — смертної кари через розстріл а також до виплати компенсації в 552 рублі Тамарі Саттаровій, котра вижила. У травні 1970 года вирок було виконано.